# Placobdella multilineata
Espèce
Placobdella multilineata est une espèce de sangsue de la famille des Glossiphoniidae. Parasite de tortues connues depuis de nombreuses années, elle n'est décrite formellement qu'en 1953, par John Percy Moore.